# Głuchówek (Pogorzela)
Głuchówek ist eine Siedlung in der Gemeinde Pogorzela im Powiat Gostyński in der Woiwodschaft Großpolen im westlichen Zentral-Polen. Die Siedlung befindet sich etwa 2 km südöstlich von Pogorzela, 20 km südöstlich von Gostyń, und 75 km südlich der Wojewodschaftshauptstadt Posen (Poznań).

## Geschichte
Der Siedlung gehörte nach der Zweiten Teilung Polens 1793 zum Kreis Krotoschin und ab 1887 mit der Umbildung der Kreise zum Kreis Koschmin. Das Gemeindelexikon für das Königreich Preußen gibt für 1885 für den Ort unter dem Namen Gluchow einen Wohnplatz mit 64 Haushalten in 55 Wohngebäuden auf 261 ha Fläche an. Von den 331 Bewohnern waren 13 evangelisch und 318 katholisch.
Für 1905 gibt das Gemeindelexikon für den Ort unter dem Namen Gluchowo 49 Wohngebäude und eine weitere Unterkunft mit insgesamt 59 Mehrpersonenhaushalten und sieben Einpersonenhaushalten an. Unter den 330 Einwohnern waren sieben evangelische mit deutscher Muttersprache und 323 Katholiken mit polnischer Muttersprache. Die evangelische Gemeinde gehörte zum Kirchspiel Pogorzela, die katholische zum Kirchspiel Pogorzela. Im Jahr 1910 hatte Gluchowo 335 Einwohner.
In den Jahren 1975 bis 1998 gehörte die Siedlung zur Wojewodschaft Leszno.